# Judeopolonia

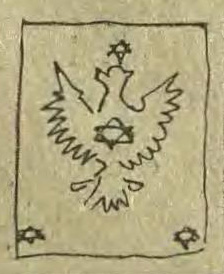
Fragment antysemickiego rysunku satyrycznego pt. „Polska w Obrazach czyli wizje przyszłości przez lunetę mniejszościową”, pokazujący godło Polski rządzonej przez mniejszości etniczne (w domyśle: Żydów)

Judeopolonia (lub Judeo-Polonia, Judeopolska, Judeo-polska) – teoria spiskowa o rzekomym zagrożeniu dla polskości i państwa polskiego, przypisująca Żydom plany dominacji i utworzenia swojego państwa na terytorium Polski.

## Historia
Wizja Polski zdominowanej przez Żydów pojawiła się po raz pierwszy w książce Juliana Ursyna Niemcewicza Rok 3333, czyli Sen niesłychany, opublikowanej kilkadziesiąt lat po jej napisaniu – w 1858 roku w „Przeglądzie Poznańskim”. Pod nazwą Moszkopolis Niemcewicz rysuje obraz Warszawy w przyszłości, opanowanej przez Żydów.
Pod koniec XIX wieku pojęcie „Judeo-Polonii” upowszechniło się w publicystyce nacjonalistycznej ostrzegającej przed rzekomym niebezpieczeństwem zdominowania Polski przez Żydów. Pamflet Niemcewicza był wielokrotnie wznawiany i rozpowszechniany jako ostrzeżenie przed „żydowskim zagrożeniem”. W opublikowanej w 1912 roku książce „Poznaj żyda” Teodor Jeske-Choiński propaguje antysemityzm jako „działanie obronne uzasadnione zagrożeniem ze strony Żydów”, grożących „zaduszeniem Polaków, jeśli nie zostanie spełnione ich żądanie utworzenia Judeo-Polonii i narodu Judeo-Polskiego”. Według Jerzego Jedlickiego, Żydzi stali się dla tych publicystów personifikacją „wewnętrznego wroga, spiskującego w celu ubezwłasnowolnienia Polaków i zmiany Polski w Judeo-Polskę”. Odzwierciedlało to według tego autora poczucie niepewności i zagrożenia w obliczu mocarstw i zewnętrznych sił będących poza kontrolą. Jak twierdzi Jedlicki, „obraz spiskującego Żyda czynił tajemniczy świat jaśniejszym, prostszym i bardziej zrozumiałym”. Spiskowy obraz świata potęgowany był przez istnienie strefy osiedlenia i tym samym masowy napływ tak zwanych Litwaków.
Od 1914 roku – początku I wojny światowej – Niemcy wspierali ruchy odśrodkowe i opozycyjne w Rosji. Nasyłali szpiegów i usiłowali wykorzystywać mniejszości, Litwinom obiecywali niepodległość, Żydom – „Judeopolonię”. Nazwano to „akcją rewolucjonizacji i insurekcjonizacji” i było prowadzone przez niemiecki wywiad wojskowy za zgodą cesarza Wilhelma II. Realizacją zajmował się Wydział III b niemieckiego Sztabu Generalnego. Celem tej operacji było wewnętrzne rozbicie i osłabienie Imperium Rosyjskiego.
W okresie dwudziestolecia międzywojennego obawy przed istnieniem spisku planującego przejąć Polskę przez Żydów nie słabły – Żydzi dalej byli postrzegani jako element obcy i wróg wewnętrzny, zagrażający polskości. Oskarżenia o tworzenie Judeopolski doprowadziły między innymi do zamachu na pierwszego prezydenta – Gabriela Narutowicza, o czym wspominał zamachowiec Eligiusz Niewiadomski w swoim liście otwartym do Polaków.
W 1981 służby specjalne PRL wydały (w ramach zwalczania opozycji) książkę pt. Judeopolonia. Nieznane karty historii PRL. Jej autorem był oficer informacji wojskowej płk Zdzisław Ciesiołkiewicz (pod jego nazwiskiem książka została wznowiona w 1989 przez wydawnictwo Unia Nowoczesnego Humanizmu Władysława Brulińskiego).
Od lat 90. XX w. jako „Judeopolonia” przedstawiany jest również projekt Federacji Wschodnioeuropejskiej z 1914 roku (operacja rewolucjonizacji i insurekcjonizacji niemieckiego wywiadu wojskowego z czasów I wojny światowej), choć w samych planach tego projektu to określenie nigdy się nie pojawiło.

## Teorie pokrewne

### Polin
W XXI wieku popularnym określeniem, odnoszącym się do rzekomej kontroli bądź przejęcia Polski przez Żydów, jest „Polin”, czyli nazwa Polski w języku hebrajskim. Zgodnie z tą unowocześnioną wersją teorii o Judeopolonii Polska miałaby zostać na nowo zasiedlona przez Żydów, będących do tej pory obywatelami Izraela, gdyż rzekomo państwo to nie jest w stanie dłużej przetrwać zagrożenia płynącego ze strony sąsiednich krajów arabskich, mimo że do tej pory przetrwało ono wszystkie wypowiedziane mu wojny i zagrożenia płynące ze strony palestyńskiej, a także jest w stanie normalizować stosunki z dotychczasowymi regionalnymi wrogami (porozumienie z Camp David, jordańsko-izraelski traktat pokojowy, porozumienia z Oslo, porozumienia Abrahamowe). Do zwolenników tej teorii należeć ma poseł Grzegorz Braun, który uważa, że do tego celu posłużyć ma tajna infrastruktura budowana w ramach Centralnego Portu Komunikacyjnego lub aquaparku w Mszczonowie.
O realizowanie spisku mającego zasiedlić żydów w Polsce oskarżany był również Ruch Odrodzenia Żydowskiego w Polsce – projekt artystyczny izraelskiej artystki Ja’el Bartana, zakończony w 2012 roku trzydniowym kongresem w Berlinie.

### Ukropolin
Wraz z pojawieniem się znaczącej liczby ukraińskich uchodźców w Polsce zwolennicy teorii spiskowej o Judeopolonii/Polin przekształcili ją w „Ukropolin”, czyli koncept głoszący, że nie tylko Żydzi, ale również Ukraińcy mają w Polsce stać się uprzywilejowanymi grupami – kolonizatorami. Do głosicieli tej teorii zalicza się dziennikarz Konrad Rękas, znany ze współpracy z prorosyjskimi mediami. Od niego też teoria ta została później podchwycona przez rosyjskie media i wykorzystana w celach propagandowych.

### Niebiańska Jerozolima
Podobną funkcję co „Judeopolonia” pełni teoria spiskowa dotycząca rzekomego projektu „Niebiańska Jerozolima”, propagowana szczególnie przez stronnictwa prorosyjskie w trakcie inwazji na Ukrainę w 2022 roku. Teoria ta sugeruje, że wojna rosyjsko-ukraińska nierozerwalnie jest związana z rzekomymi planami przeniesienia państwa Izrael na tereny południowo-wschodniej Ukrainy. Jako przyczyny stworzenia tego planu wyznawcy teorii podają rzekomą niezdolność Izraela do dalszej obrony swoich terytoriów przed państwami arabskimi (dowodem na to ma być nieprawdziwy cytat Henry’ego Kissingera) oraz dawne istnienie państwa chazarskiego na części obszaru współczesnej Ukrainy (antysemici są zwolennikami tezy jakoby Żydzi aszkenazyjscy zamieszkujący tereny dawnej I Rzeczypospolitej byli konwertytami mającymi pochodzenie chazarskie).

### Nowa Kalifornia/Chazaria
Odnośnie terenu Ukrainy istnieje również teoria spiskowa pt. „Nowa Kalifornia”, głosząca, że za czasów Związku Radzieckiego półwysep krymski miał zostać przekazany Żydom pod zasiedlenie w zamian za pożyczki udzielone ZSRR przez amerykańskich bankierów pochodzenia żydowskiego. Do momentu przerwania przez Stalina projektu bankierzy mieli sprowadzić na półwysep 100 tysięcy osadników. Powstrzymanie tego projektu miało również być prawdziwą przyczyną stojącą za przekazaniem Krymu Ukraińskiej SRR przez Nikitę Chruszczowa. Teoria ta rozprowadzana jest przez prorosyjskie trolle.